# 후지와라노 노부타카 (헤이안 시대 중기)
후지와라노 노부타카 (일본어: 藤原 宣孝 ふじわら の のぶたか[*])는 헤이안 시대 중기의 귀족이다. 후지와라 북가 타카후지류, 곤츄나곤 후지와라노 타메스케의 아들이다. 관위는 정5위하 우에몬곤노스케이다. 아내 중 한명이 무라사키 시키부이다.